# Acorypha ornatipes
Acorypha ornatipes är en insektsart som beskrevs av Boris Petrovich Uvarov 1950. Acorypha ornatipes ingår i släktet Acorypha och familjen gräshoppor. Inga underarter finns listade i Catalogue of Life.